# Louis Vierne
Louis Vierne (Poitiers, 8 de octubre de 1870 - París, 2 de junio de 1937) fue un organista y compositor francés.
Debido a cataratas congénitas, sufrió de una ceguera casi total desde su nacimiento. Una vez que su familia se estableció en París, en 1877, comenzó sus estudios de música en la Institution des Jeunes Aveugles, licenciándose con calificaciones extraordinariamente altas. Más tarde prosiguió sus estudios con César Franck, Charles-Marie Widor, Alexandre Guilmant y Eugene Gigout. Vierne perpetuó la tradición del órgano francés. Fue organista en Saint Sulpice y en 1900, animado por Widor, se presentó al concurso por la plaza de organista titular en la Catedral de Notre Dame, en París, junto a centenares de candidatos. Ganó la plaza y la mantuvo desde 1900 hasta su muerte, acontecida durante su recital número 1750 a los teclados del órgano de Notre Dame, el 2 de junio de 1937.
Desarrolló un lenguaje musical propio, rico en armonía y creatividad, complejo en técnica contrapuntística y a menudo orquestal en el concepto. De entre su obra destacan sus 6 sinfonías para órgano y especialmente sus 24 piezas de fantasía y 24 piezas en estilo libre; improvisador famoso. También compuso varias piezas de cámara y para piano.